# Conophytum bilobum subsp. gracilistylum
Conophytum bilobum subsp. gracilistylum es una variedad de la especie Conophytum bilobum, es una planta suculenta perteneciente a la familia de las aizoáceas.  Es originaria de Sudáfrica.

## Descripción
Es una pequeña planta suculenta perennifolia de pequeño tamaño que alcanza los 6 cm de altura a una altitud de  320 - 750 metros en Sudáfrica.
Está formada por pequeños cuerpos carnosos que forman grupos compactos de hojas casi esféricas, soldadas hasta el punto de que solo una muy pequeña diferencia separan a las dos hojas. En la naturaleza, los grupos de hojas se esconden entre las rocas y en las grietas, que retienen depósitos apreciable de arcilla y arena.

## Sinonimia
- Conophytum gracilistylum (L.Bolus) N.E.Br.
- Derenbergia angeiformis (Schwantes) Schwantes
- Derenbergia gracilistyla (L.Bolus) Schwantes
- Mesembryanthemum gracilistylum L.Bolus[1][2]